# Melaine Walker
Melaine Antoinette Walker (Kingston, 1 januari 1983) is een Jamaicaanse hordeloopster, die is gespecialiseerd in de 400 m horden. Ze werd olympisch kampioene en meervoudig Jamaicaans kampioene in deze discipline.

## Loopbaan
In 2008 was Walker zeer succesvol. Met 53,48 s verbeterde ze op 29 juli de beste wereldjaarprestatie op de 400 m horden bij de Super Grand Prix atletiekmeeting in Monaco. Hiermee won ze haar vijfde Grand Prix wedstrijd van dat jaar. De vorige beste tijd van het seizoen stond op naam van de Amerikaanse Lashinda Demus: 53,99 op 8 mei in Fort-de-France. Ook won ze dat jaar voor de derde maal op rij de Jamaicaanse kampioenschappen.
Op de Olympische Spelen van 2008 in Peking vertegenwoordigde Melaine Walker haar land op de 400 m horden. Ze was van zichzelf overtuigd olympisch goud te behalen en maakte deze verwachting waar. Ze kwam als eerste over de finish in de olympische recordtijd van 52,64. 
Vier jaar later drong Walker op de Olympische Spelen in Londen door tot de halve finale, maar sneuvelde daarin met een tijd van 55,74.
Melaine Walker studeert aan de Universiteit van Texas in Austin.

## Titels
- Olympisch kampioene 400 m horden - 2008
- Wereldkampioene 400 m horden - 2009
- Jamaicaans kampioene 400 m horden - 2006, 2007, 2008, 2012
- Centraal-Amerikaans jeugdkampioene 400 m horden - 1998, 2000

## Persoonlijke records
Outdoor
| Onderdeel    | Prestatie           | Datum            | Plaats     |
| ------------ | ------------------- | ---------------- | ---------- |
| 100 m        | 11,63 s             | 26 maart 1999    | Kingston   |
| 200 m        | 23,46 s             | 28 januari 2012  | Kingston   |
| 400 m        | 51,61 s             | 22 maart 2008    | Kingston   |
| 100 m horden | 12,75 s             | 9 juni 2006      | Sacramento |
| 400 m horden | 52,42 s (ex-AR; NR) | 22 augustus 2009 | Berlijn    |

Indoor
| Onderdeel   | Prestatie | Datum            | Plaats       |
| ----------- | --------- | ---------------- | ------------ |
| 60 m        | 7,40 s    | 26 februari 2005 | Lincoln      |
| 200 m       | 23,97 s   | 26 februari 2005 | Lincoln      |
| 400 m       | 54,01 s   | 14 februari 2004 | Lincoln      |
| 55 m horden | 7,77 s    | 14 januari 2006  | Houston      |
| 60 m horden | 8,05 s    | 10 maart 2006    | Fayetteville |

## Prestaties

### Kampioenschappen
| Jaar | Wedstrijd                                  | Plaats    | Resultaat | Onderdeel         | Tijd       |
| ---- | ------------------------------------------ | --------- | --------- | ----------------- | ---------- |
| 1998 | WJK                                        | Annecy    | 5e        | 200 m             | 23,72      |
| 1998 | WJK                                        | Annecy    | 3e        | 4x100 m estafette | 44,61      |
| 1999 | WJK                                        | Bydgoszcz | 2e        | 200 m             | 23,72      |
| 1999 | WJK                                        | Bydgoszcz | 6e        | 100 m horden      | 13,80      |
| 2000 | WJK                                        | Santiago  | 3e        | 400 m horden      | 56,96      |
| 2000 | WJK                                        | Santiago  | 2e        | 4x400 m estafette | 3.32,29    |
| 2000 | Centraal-Amerikaanse jeugdkampioenschappen | San Juan  | 1e        | 400 m horden      | 59,65      |
| 2002 | WJK                                        | Kingston  | 5e        | 100 m horden      | 13,66      |
| 2002 | WJK                                        | Kingston  | 2e        | 400 m horden      | 56,03      |
| 2006 | Centraal-Amerikaanse en Caraïbische Spelen | Cartagena | 3e        | 400 m horden      | 55,97      |
| 2006 | Centraal-Amerikaanse en Caraïbische Spelen | Cartagena | 2e        | 4x400 m estafette | 3.32,86    |
| 2007 | Wereldatletiekfinale                       | Stuttgart | 3e        | 400 m horden      | 54,31      |
| 2008 | OS                                         | Peking    | 1e        | 400 m horden      | 52,64 (OR) |
| 2009 | WK                                         | Berlijn   | 1e        | 400 m horden      | 52,42 (CR) |
| 2011 | WK                                         | Daegu     | 2e        | 400 m horden      | 52,73 s    |

### Golden League-podiumplaatsen
| Jaar | Wedstrijd             | Plaats      | Resultaat | Onderdeel    | Tijd    |
| ---- | --------------------- | ----------- | --------- | ------------ | ------- |
| 2007 | Meeting Gaz de France | Saint-Denis | 3e        | 400 m horden | 55,32 s |
| 2007 | Golden Gala           | Rome        | 2e        | 400 m horden | 55,18 s |
| 2008 | Golden Gala           | Rome        | 1e        | 400 m horden | 54,36 s |
| 2009 | Golden Gala           | Rome        | 3e        | 400 m horden | 54,58 s |
| 2009 | Meeting Areva         | Saint-Denis | 2e        | 400 m horden | 54,47 s |

### Diamond League-podiumplaatsen
| Jaar | Wedstrijd                       | Plaats   | Resultaat | Onderdeel    | Tijd    |
| ---- | ------------------------------- | -------- | --------- | ------------ | ------- |
| 2011 | Shanghai Golden Grand Prix      | Shanghai | 3e        | 400 m horden | 54,96 s |
| 2011 | Prefontaine Classic             | Eugene   | 3e        | 400 m horden | 53,56 s |
| 2011 | Aviva London Grand Prix         | Londen   | 2e        | 400 m horden | 53,90 s |
| 2011 | Weltklasse Zürich               | Zürich   | 2e        | 400 m horden | 53,43 s |
| 2012 | Qatar Athletic Super Grand Prix | Doha     | 1e        | 400 m horden | 54,62 s |
| 2012 | Herculis                        | Monaco   | 3e        | 400 m horden | 54,44 s |
| 2012 | Athletissima                    | Lausanne | 2e        | 400 m horden | 53,74 s |

## Prestatieontwikkeling
| Jaar | 400 m horden | Plaats       | Datum            |
| ---- | ------------ | ------------ | ---------------- |
| 2012 | 53,74        | Lausanne     | 23 augustus 2012 |
| 2011 | 52,73        | Daegu        | 1 september 2011 |
| 2010 | 55,33        | Shanghai     | 23 mei 2010      |
| 2009 | 52,42        | Berlijn      | 20 augustus 2009 |
| 2008 | 52,64        | Peking       | 20 augustus 2008 |
| 2007 | 54,14        | Eugene       | 10 juni 2007     |
| 2006 | 54,87        | Austin       | 8 april 2006     |
| 2005 | 55,09        | Manhattan    | 15 mei 2005      |
| 2004 | 56,62        | Knoxville    | 9 april 2004     |
| 2003 | 57.24        | Philadelphia | 24 april 2003    |
| 2002 | 55,84        | Kingston     | 21 juni 2002     |
| 2001 | 55,62        | Bridgetown   | 19 mei 2001      |
| 2000 | 56,96        | Santiago     | 21 oktober 2000  |

1984: Nawal El Moutawakel ·
1988: Debbie Flintoff-King ·
1992: Sally Gunnell ·
1996: Deon Hemmings ·
2000: Irina Privalova ·
2004: Fani Chalkia ·
2008: Melaine Walker ·
2012: Lashinda Demus ·
2016: Dalilah Muhammad ·
2020: Sydney McLaughlin ·
2024: Sydney McLaughlin-Levrone
1980: Bärbel Broschat ·
1983: Jekaterina Fesenko ·
1987: Sabine Busch ·
1991: Tatjana Ledovskaja ·
1993: Sally Gunnell ·
1995: Kim Batten ·
1997: Nezha Bidouane ·
1999: Daimí Pernía ·
2001: Nezha Bidouane ·
2003: Jana Pittman ·
2005: Joelia Petsjonkina ·
2007: Jana Rawlinson ·
2009: Melaine Walker ·
2011: Lashinda Demus ·
2013: Zuzana Hejnová ·
2015: Zuzana Hejnová ·
2017: Kori Carter ·
2019: Dalilah Muhammad ·
2022: Sydney McLaughlin  ·
2023: Femke Bol